# 設楽貞通
設楽 貞通（したら さだみち）は、戦国時代から安土桃山時代にかけての武将。

## 生涯
設楽氏一族は、駿河今川家に仕えていたが、今川氏真の代になった永禄4年（1561年）に、野田の菅沼氏・西郷氏（「豊川三人衆」）らと、これに背き、三河徳川家に通じた。この時期は松平元康が自立した直後であり、設楽氏の拠点である東三河の国人領主達は、今川に残るか松平に降るか思案しているところ、貞通は率先して元康に従った。
永禄4年（1561年）、松平元康の自立に怒った今川氏真は龍拈寺にて、貞通の妻ら人質を処刑した 。
永禄6年（1563年）の三河一向一揆では岡崎城にあって松平勢の一翼を担った。
翌永禄7年（1564年）、今川方の東三河の拠点吉田城を、下條の白井、二連木（豊橋市）の戸田の軍勢とともに攻めた。
元亀元年（1570年）の姉川の戦いでは酒井忠次とともに朝倉軍と戦った。元亀2年（1571年）に武田氏配下の秋山虎繁が領地に侵入した際、菅沼定盈、西郷義勝らと共に撃退した（竹広表の戦い）。元亀3年（1572年）、菅沼正貞が領地に侵入した際にも出澤砦にて滝川助義とともに撃退した。元亀4年（1573年）の武田信玄による野田城の戦いでは、継室の実家である野田菅沼氏の菅沼定盈を支援すべく、手勢を率いて野田城に籠もる。
天正2年（1574年）、本家の義弟である設楽清政（神三郎）が反松平派となり抗争。敗れた清政は出奔して北条氏直に仕えて、残された設楽の所領は貞通が相続した。
天正3年（1575年）の長篠の戦いでは、酒井忠次率いる鳶ヶ巣山陣地への奇襲部隊に加わり、500兵と50挺の鉄砲で樋田に陣を構えた。鳶ヶ巣山陣地奇襲は成功し、敗走する武田軍の退路を断った貞通は武田の敗残兵を討ったという。設楽原古戦場の、いろはかるたには、「樋田（といだ）にて 退路をたちし 設楽貞通」とある。
その後は信濃口の押さえとして一年間、三河国鳳来寺を守った。長篠の戦いの後、家康が奥平信昌に設楽郡を知行地とする約束をしたことから、領地を駿遠両国に移される
慶長元年（1596年）12月27日、文禄・慶長の役のさなかに死去した。川路村の勝楽寺に葬られる。法名は香山。

## 一族
嫡男の貞清は、天正18年（1590年）の家康の関東移封に従い、武蔵国埼玉（現・埼玉県加須市）に1500石の知行地が与えられた。その子の貞代の代には2150石に加増された。
二男の貞信は、小牧・長久手の戦い、小田原征伐、関ヶ原の戦い、大坂の陣に従った。竹広（愛知県新城市）に700石の知行地が与えられ、上野国の700石と併せて1400石。その子の貞政は大阪町奉行。その子孫には、岩瀬忠震がいる。
三男貞慶（四郎兵衛）は、紀州藩徳川頼宣に仕える。300石。（曹洞宗大宝山恵運寺：旧廣巌寺）。
四男の貞則（三郎右衛門）は、松平忠直に仕える。その子貞清は、丹羽光重に仕え、二本松藩御目付役（心安寺（二本松市本町））その子孫には、建築家設楽貞雄がいる。

## 人物
設楽家系譜写（小倉尚久氏蔵）には以下のように記されている。
為人深沈、有大度。小四郎、甚三郎、神三郎・越中守。実は加茂郡足助城主鈴木日向守重成次男にて設楽雅楽介貞重の養子トナル。幼名小四郎。設楽越中守清廣ノ聟タリ。家康公の御従妹市場殿ノ甥ナリト云。多く足助ニ住ス。兵役アル毎ニ家康公ノ命ヲ蒙、越中守清広ノ手ニ属シテ屡々軍功アリ。越中守清廣卒後、其子神三郎清政幼稚タルニ寄テ、家康公ノ命ヲ蒙リ、後見タラシメ、設楽家累代ノ領地ヲ頒テ共ニ領セリ。其後、貞通ノ威力自カラ以テ神三郎清政ヲ推シ傲然トシテ徳川公ニ奉仕ス。清政長ルニ及テ是ヲ憤リ、其後争論アリ。天正二戌年清政、設楽家伝来ノ系図其外重器ヲ持テ武州ニ赴ク。貞通竟ニ設楽家ヲ相続シ其領地ヲ併ス。此年貞通、足助ヨリ川路ニ転ス。猶譜書証合事。前妻、設楽越中守清広女。後妻、菅沼織部正定則女、素明禅定尼。
大島信雄による補足
（設楽）貞通（さだみち、貞道、は）為人（人となり、人柄）深沈（しんちん、沈着冷静、にして）、有大度（大度［たいど、大きな度量］あり）。小四郎、甚三郎、神三郎・越中守（と称す）。実は加茂郡足助城主鈴木日向守重成（の）次男にて設楽雅楽介貞重の養子トナル。幼名（は）小四郎。設楽越中守清広ノ聟（むこ、娘婿）タリ。家康公の御従妹（じゅうまい、年下の女のいとこ）市場殿ノ甥（おい）ナリト云（う）。多く（大方、は）足助ニ住ス。兵役（派兵要請）アル毎ニ家康公ノ命ヲ蒙（り）、（設楽）越中守清広ノ手（配下）ニ属シテ屡々（しばしば）軍功アリ。越中守清広（の）卒後（死後）、其（の）子神三郎清政（後の能久、が）幼稚タルニ寄（り）テ、家康公ノ命ヲ蒙リ、後見タラシメ（自分が後見人となって）、設楽家累代（歴代）ノ領地ヲ頒（ち）テ（分与して）共ニ領セリ（共有とした）。其（の）後、貞通ノ威力（勢力、は）自（おのず）カラ以テ（自然の成り行きとして）神三郎清政ヲ推（お、圧迫・圧倒）シ傲然（ごうぜん）トシテ（傲慢な態度で、神三郎清政を無視して）徳川公ニ奉仕ス。清政（は）長（ずる）ル（成長する）ニ及（び）テ是（貞通の横暴）ヲ憤（いきどお）リ（憤慨し）、其（の）後（両者に）争論（論争）アリ。天正二戌（いぬ）年（に、神三郎）清政（は）、設楽家伝来ノ系図其（の）外（の）重器（じゅうき、宝物）ヲ持（ち）テ武州（武蔵国）ニ赴（おもむ）ク。貞通（は）竟（つい）ニ設楽家ヲ相続シ其（の）領地ヲ併（併有）ス。此（の）年（天正二年）貞通（は）、（加茂郡）足助ヨリ（設楽郡）川路ニ転（転居）ス。猶（なお）譜書（家譜、と）証合（照合、の）事。（貞通の）前妻（は）、設楽越中守清広（の）女（むすめ）。後妻（は）、菅沼織部正定則（の）女（むすめ、で）、素明禅定尼（大島信雄「越後長岡と東三河-532-」『東日新聞』2002年12月2日付朝刊。第5面）。

## 登場作品
- 宮城谷昌光『風は山河より』
  - 第6巻「姉川へ」、「竹広の戦い」、「野田合戦」、「鳶ヶ巣山」